# Praga E-40
O Praga E-40 foi um biplano monomotor de dois assentos para treinamento básico, construído na Checoslováquia na década de 1930.

## Projeto e desenvolvimento
O E-40, um dos vários projetos de avião de treinamento da Praga, era um biplano single-bay com cabine de pilotagem aberta em configuração tandem. A asa enflechada possuía longarinas duplas de madeira e uma mistura de madeira compensada e cobertura de tela. Os ailerons eram instalados na asa inferior e a asa superior tinha um corte em seu bordo de fuga para melhorar a visibilidade no assento dianteiro. As estruturas em forma de "N" no meio da aeronave eram feitas de aço e a baia equipada com cabos. Um par de estruturas verticais também em forma de "N" juntavam a seção central da asa à fuselagem superior. As superfícies fixas da cauda eram de madeira e cobertas com madeira compensada; a cauda era sustentada pela sua parte inferior. Os profundores e o leme eram cobertos de tela sobre estruturas de aço. O leme possuía um compensador.
A fuselagem do E-40 tinha sua estrutura feita de aço, rigidamente sustentada na frente e atrás. O nariz e a parte superior eram cobertos com painéis destacáveis de aço; no restante era utilizada cobertura com tela. Os tanques de óleo e combustível ficavam dentro da fuselagem. O E-40 era motorizado por um Walter Minor de quatro cilindros que fornecia 63/71 kW (85/95 hp) refrigerado à ar, girando uma hélice com duas pás. Possuía um trem de pouso principal dividido com rodas em estruturas em formas de "V", montadas logo à frente do bordo de ataque da asa. Possuía molas de amortecimento com borracha e os pistões destas unidades eram mantidas em uma estrutura em forma de "V" invertido, este ligado à parte inferior da fuselagem por uma pirâmide de tubos de aço. A bequilha também possuía molas com borracha na parte traseira da fuselagem.

## Histórico operacional
Não há registros do E-40 ter entrado em produção e é possível que apenas um protótipo, OK-EDA,
 tenha sido construído.